# Осязание
Осяза́ние, или такти́льное чу́вство, — одно из пяти основных видов чувств, к которым способен человек, заключающееся в способности ощущать прикосновения, воспринимать что-либо рецепторами, расположенными в коже, мышцах (прикосновение - к мышцам, т.е. качество гладкий-шероховатый?), слизистых оболочках. Различный характер имеют ощущения, вызываемые прикосновением, давлением, вибрацией, действием фактуры и протяжённости. Обусловлены работой двух видов рецепторов кожи: нервных окончаний, окружающих волосяные луковицы, и капсул, состоящих из клеток соединительной ткани.
Рецепторы, чувствительные к лёгким прикосновениям и слабому давлению, находятся в верхней части дермы. Более крупные рецепторы, реагирующие на ушибы и сильное давление, размещены в дерме глубже и почти все окружены капсулами. Тепло, холод и боль воспринимаются ветвящимися нервными окончаниями, которые находятся на границе между эпидермисом и дермой; они не имеют капсул. Информация от всех рецепторов в виде электрических импульсов передаётся по нервам в чувствительные зоны мозга.

## Психология восприятия
Согласно теории воплощённого познания, подтверждённой экспериментальными данными, мы воспринимаем ситуацию в зависимости от того, с какими предметами мы контактируем — фактура предметов, которых мы касаемся, влияет на наши суждения и поступки. Так, качество постельного белья может сказаться на отношениях с партнёром, приятная на ощупь мягкая игрушка, мягкое, нежное прикосновение одеяла и ласковая рука родителя помогают успокоить ребёнка, прикосновение губами ко лбу ребёнка позволяет определить, болен он или нет (если  холодный - все в порядке, если горячий, то у него высокая температура), мягкие стулья делают участников переговоров более сговорчивыми и т. д. 